# Polymorphanisus marlieri
Polymorphanisus marlieri är en nattsländeart som beskrevs av Barnard 1980. Polymorphanisus marlieri ingår i släktet Polymorphanisus och familjen ryssjenattsländor. Inga underarter finns listade i Catalogue of Life.